# Devětsil
Devětsil (deutsch Pestwurz, wörtlich übersetzt Neunkräfte) war eine Gruppierung tschechischer Avantgardekünstler der 1920er Jahre. Sie wurde 1920 in Prag gegründet, eine zweite Gruppe bestand ab 1923 in Brünn. Die Mitglieder widmeten sich der proletarischen Kunst und dem sogenannten magischen Realismus; ab 1923 engagierten sie sich im Poetismus. Die Gruppe beteiligte sich an der Organisation des künstlerischen Lebens in Böhmen und Mähren. Der Prager Verband gab regelmäßig die Zeitschrift Revue Devětsilu – ReD (Revue des Devětsil) heraus, die Brünner Gruppe Pásmo (Der Band). Daneben wurden einige Sammlungen von poetischen und literarischen Werken publiziert und Ausstellungen organisiert.
Ein besonderes Ereignis war das 1929 formulierte Manifest der Sieben, das von sieben Mitgliedern der Vereinigung (und übrigens zugleich Gründungsmitgliedern der kommunistischen Partei) unterschrieben wurde und sich scharf gegen die Bolschewisierung der Partei wandte. Sie wurden bald darauf aus der Partei ausgeschlossen.
Der ursprüngliche Name lautete U.S. Devětsil bzw. Umělecký Svaz Devětsil (Künstlerischer Verband Devětsil), wurde einige Male geändert und lautete ab 1925 Svaz moderní kultury Devětsil (Verband moderner Kultur Devětsil). Die Brünner Gruppierung wurde 1927, die Prager 1930 wieder aufgelöst.

## Mitglieder

### Gründungsmitglieder
- Adolf Hoffmeister
- Jaroslav Seifert
- Karel Teige
- Vladislav Vančura

### Führungspersönlichkeiten
- Vítězslav Nezval
- Jaroslav Seifert
- Karel Teige

### Architekten
- Jaroslav Fragner
- Jan Gillar
- Josef Havlíček
- Karel Honzík
- Josef Chochol
- Jaromír Krejcar
- Evžen Linhart
- Pavel Smetana

### Dichter
- Konstantin Biebl
- František Halas
- Jindřich Hořejší
- Jiří Wolker

### Schauspieler (Theater)
- Milča Mayerová
- Jiří Voskovec wurde wegen seiner Mitarbeit im Film "Pohádka máje" 1924 wieder ausgeschlossen
- Jan Werich

### Musiker
- Jaroslav Ježek

### Regisseure
- Emil František Burian
- Jiří Frejka
- Jindřich Honzl
- Vladislav Vančura

### Schriftsteller
- Julius Fučík
- Milena Jesenská
- Karel Konrád
- Vladislav Vančura

### Künstler
- Adolf Hoffmeister
- Otakar Mrkvička
- František Muzika
- Toyen

### Fotograf
- Jaroslav Rössler

### Kritiker, Theoretiker, Wissenschaftler
- Jiří Frejka
- Julius Fučík
- Jindřich Štyrský
- Karel Teige
- Bedřich Václavek